# Blu Hydrangea
Blu Hydrangea (справжнє ім'я Джошуа Карджіл англ. Joshua Cargill; нар. 15 лютого 1996, Белфаст) — північноірландська дреґ-квін відома тим, що брала участь у першій серії RuPaul's Drag Race UK (2019), та виграла перший сезон RuPaul's Drag Race: UK vs the World (2022).

## Кар'єра
21 вересня 2019 року Джошуа Карджіл був оголошений як член акторського складу RuPaul's Drag Race UK, згодом він посів п’яте місце , вилетівши в епізоді «Thirsty Work», програвши ліпсинк іншому учаснику Шеріл Хол.
Крім Drag Race, Блю є відомою королевою макіяжу, учасницею гурту Frock Destroyers (разом з Багою Чіпз і Дівіною де Кампо). Учасники гурту також ведуть Strictly Frocked Up, щотижневий веб-серіал, де вони та ще одна запрошена драґ-квін переглядають та рецензують епізоди з передачі Strictly Come Dancing.
У січні 2022 року Джошуа був оголошений як учасник RuPaul’s Drag Race: UK vs the World. 8 березня 2022 року Blu Hydrangea була оголошена переможницею сезону.

## Особисте життя
Карджіл виріс у Роял-Хіллсборо, пізніше переїхав жити в Белфаст. В інтерв’ю в березні 2022 року підтвердив, що ідентифікує себе як небінарна особа.

## Фільмографія

### Телебачення
| Рік     | Назва                               | У ролі | Примітки                     |
| ------- | ----------------------------------- | ------ | ---------------------------- |
| 2019    | RuPaul's Drag Race UK               | Себе   | Учасник (5 місце); 1 серія   |
| 2021-22 | Stitch, Please!                     | Себе   | Ведучий                      |
| 2021    | Be Here, Be Queer                   | Себе   | Ексклюзив для Netflix        |
| 2022    | RuPaul's Drag Race: UK vs the World | Себе   | Переможець                   |
| 2022    | Queens for the Night                | Себе   | Спеціальний запрошений гість |

### Веб серіали
| Рік  | Назва                | У ролі         | Примітки                               |
| ---- | -------------------- | -------------- | -------------------------------------- |
| 2020 | God Shave the Queens | Себе           | Виробник World of Wonder               |
| 2020 | Strictly Frocked Up  | Себе (ведучий) | BBC iPlayer                            |
| 2020 | The X Change Rate    | Себе           | Виробництво BUILD Series               |
| 2020 | Strictly Frocked Up! | Себе           | Виробництва BBC Three                  |
| 2020 | Cosmo Queens UK      | Себе           | Виробництва Cosmopolitan               |
| 2021 | I Like To Watch UK   | Себе           | Виробництва Netflix                    |
| 2022 | Frockumentary        | Себе           | WOWPresents+                           |
| 2022 | EW News Flash        | Себе           | Виробництво Entertainment Weekly       |
| 2022 | Drag Us Weekly       | Себе           | Виробництво Us Weekly                  |
| 2022 | Bestie Test          | Себе           | Разом з Шеріл Хол, виробництво Glamour |

### Відеографія
| Рік  | Назва         | Виконавець                                         | Прим.  |
| ---- | ------------- | -------------------------------------------------- | ------ |
| 2020 | "Always"      | Waze & Odyssey                                     | [ 17 ] |
| 2020 | "Her Majesty" | Frock Destroyers (Блю, Бага Чіпз & Дівіна Декампо) | [ 18 ] |
| 2021 | "My House"    | Jodie Harsh                                        | [ 19 ] |

## Дискографія

### Синґли

#### Як головний виконавець
| Рік  | Пісня                                  | Альбом            |
| ---- | -------------------------------------- | ----------------- |
| 2022 | "Champion (Ru x Blu)" (Разом з RuPaul) | Неальбомний синґл |

#### Як запрошений виконавець
| Назва | Рік  | Пікова позиція в чартах | Пікова позиція в чартах | Альбом            |
| Назва | Рік  | UK                      | US Elec.                | Альбом            |
| --- | ---- | ----------------------- | ----------------------- | ----------------- |
| "Break Up (Bye Bye)" (RuPaul із акторським складом «RuPaul's Drag Race UK, 1 сезону»)                                | 2019 | 35                      | 45                      | Неальбомний синґл |
| "Living My Life in London" (Cast Version) (RuPaul з акторським складом RuPaul's Drag Race UK vs. The World, 1 сезон) | 2022 | –                       | –                       | Неальбомний синґл |

### У складі Frock Destroyers
- Frock4Life (2020)

## Нагороди та номінації
| Рік  | Організація  | Категорія            | Робота          | Результат | Прим.  |
| ---- | ------------ | -------------------- | --------------- | --------- | ------ |
| 2022 | WOWIE Awards | Зірковий прорив 2022 | Зіграв Сам себе | Перемога  | [ 24 ] |